# Python (Vasenmaler)

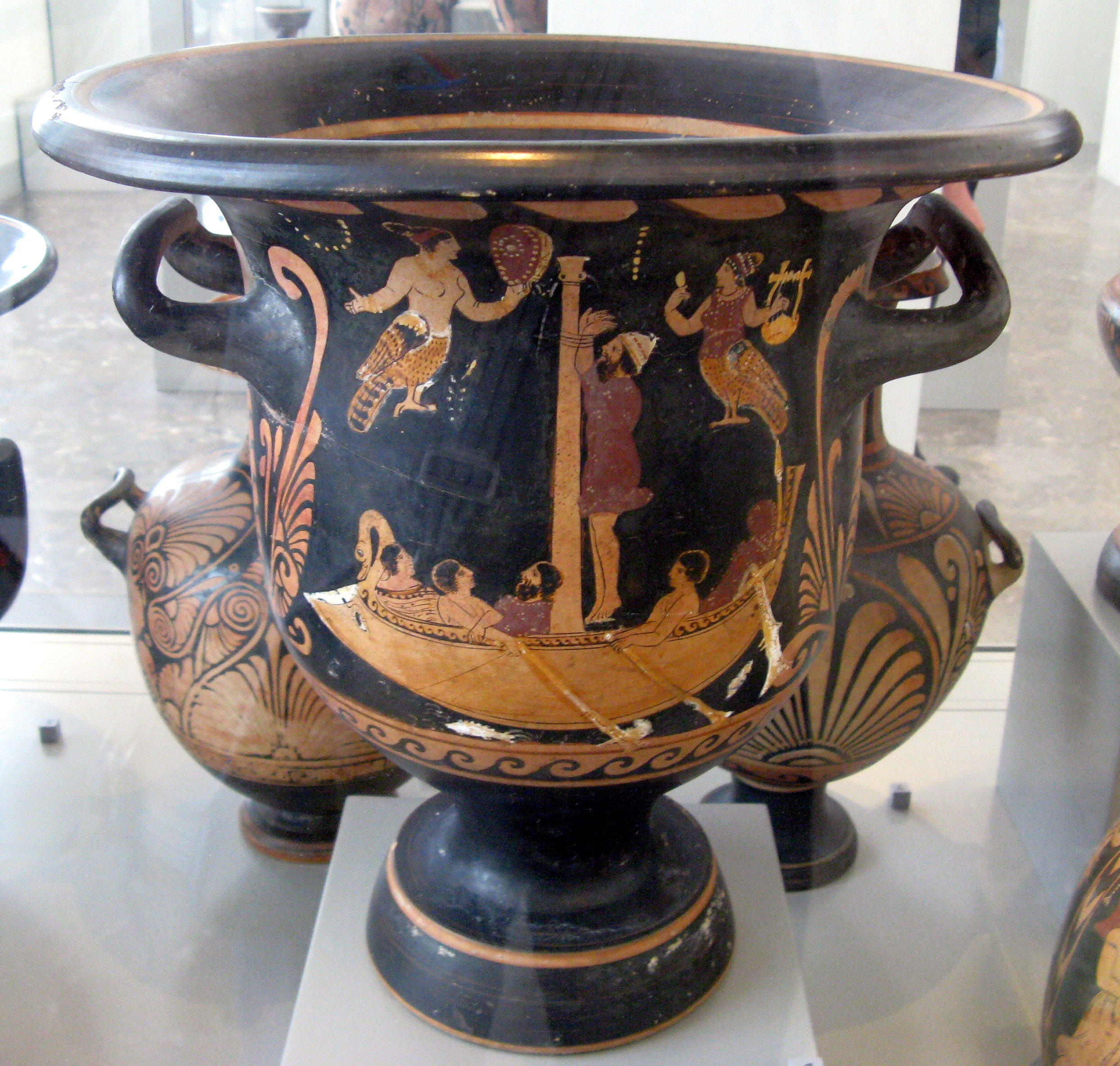
Odysseus und die Sirenen, Antikensammlung Berlin

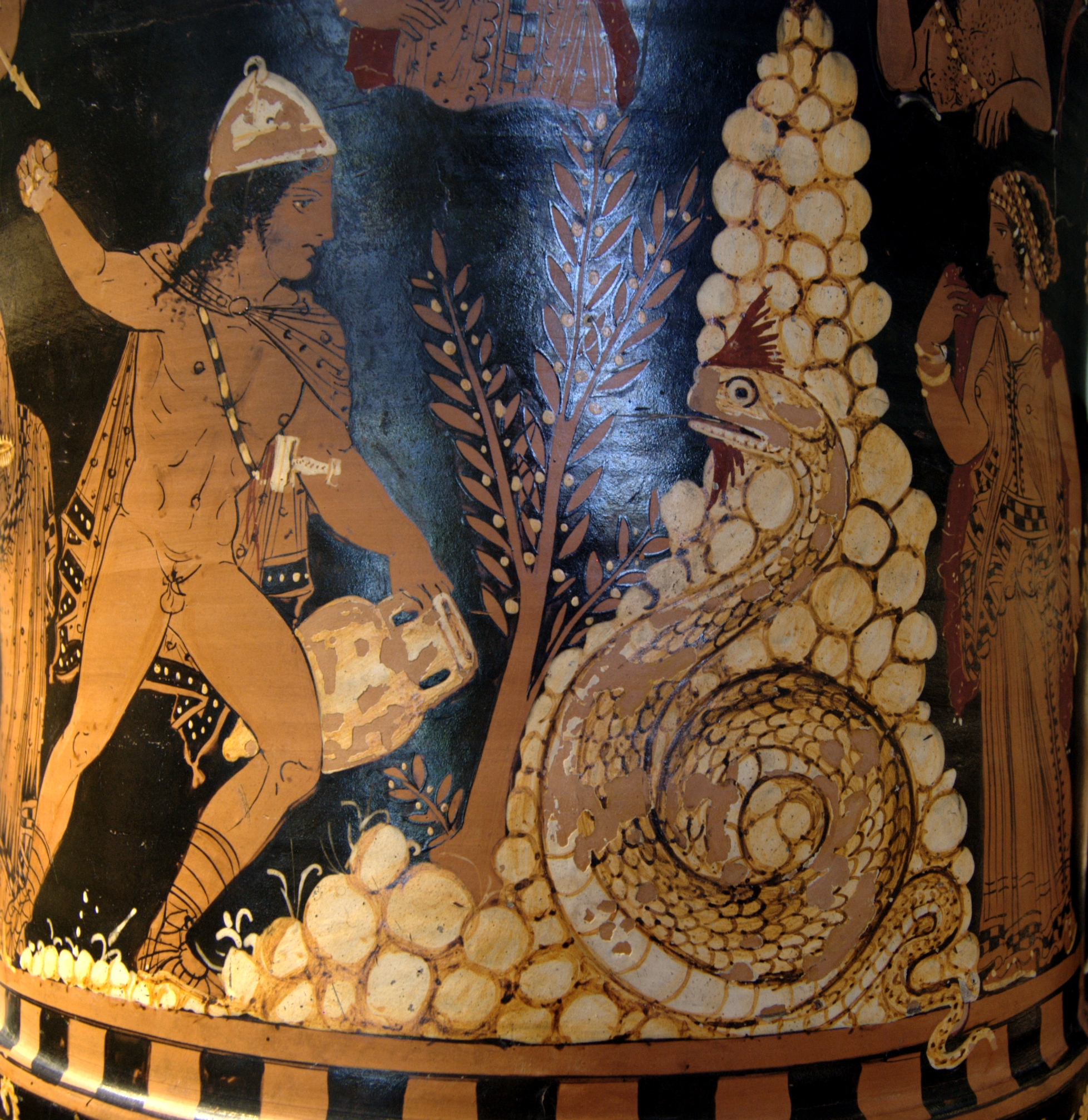
Kadmos bekämpft den Drachen, Louvre

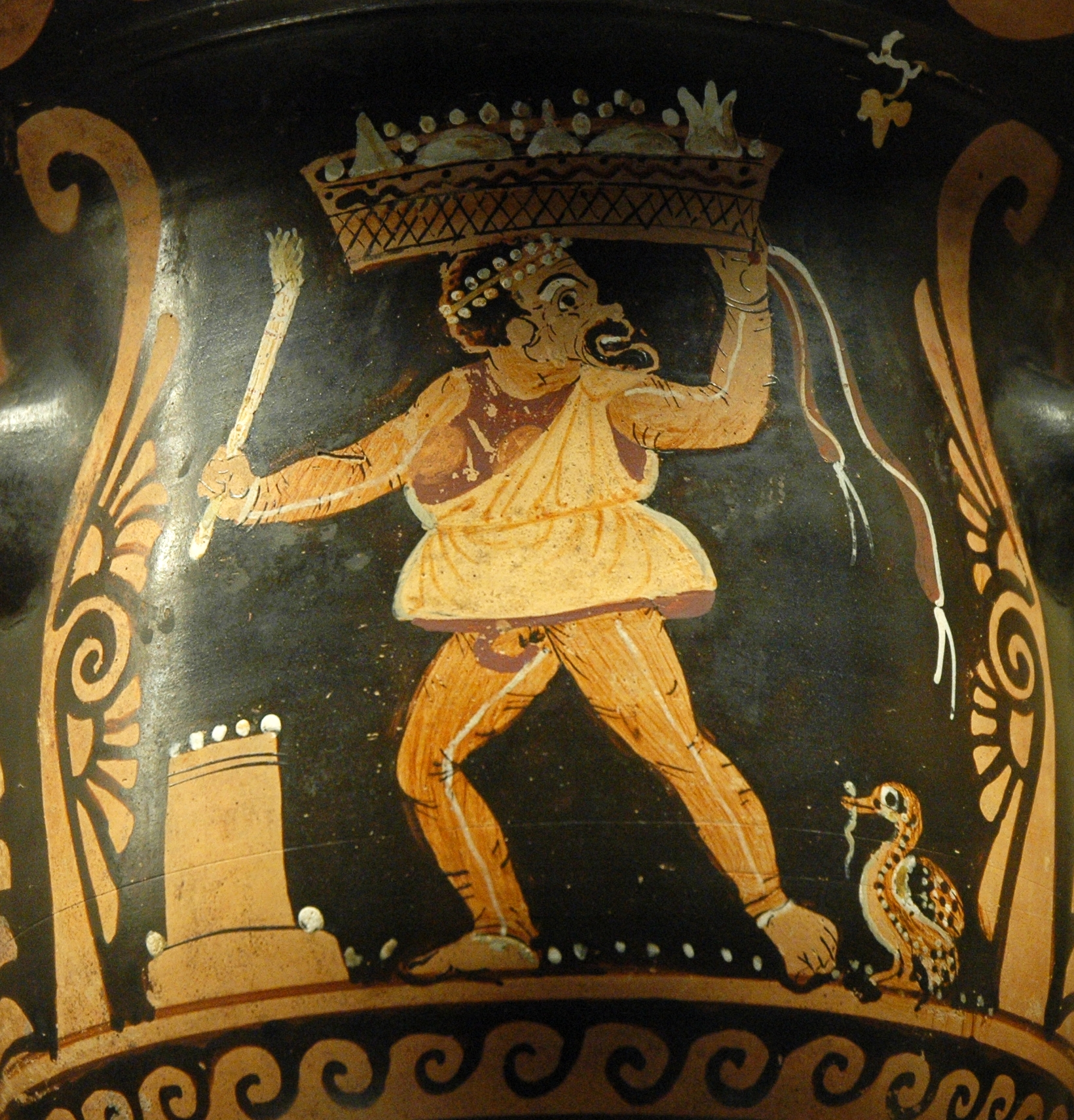
Schauspieler mit Korb auf dem Kopf, Louvre

Python (altgriechisch Πύθων) war ein antiker griechischer Vasenmaler des rotfigurigen Stils aus dem unteritalischen Paestum. Neben seinem etwas älteren Werkstattkollegen Asteas ist er nicht nur der einzige paestanische Vasenmaler, sondern der einzige unteritalische Vasenmaler, dessen Name inschriftlich überliefert wurde. Die ihm zugeschriebenen etwa 150 Vasen wurden vermutlich in der Zeit zwischen 350 und 325 v. Chr. bemalt.

## Werk
Der Name des Python wurde auf zwei Vasen überliefert. Die ältere ist der sogenannte Alkmene-Krater, heute im British Museum in London, die jüngere ist die Halsamphora mit der Geburt der Helena, heute im Archäologischen Nationalmuseum Paestum. Aufgrund stilistischer Vergleiche wurden ihm etwa 150 weitere Vasen zugewiesen. Hinzu kommt wahrscheinlich noch eine große Zahl weiterer Vasen, die jedoch aufgrund der minimalen Dekoration schwer einer Malerhand zuzuschreiben ist. Gemeinsam mit Asteas war er die dominierende Künstlerpersönlichkeit in der Asteas-Python-Werkstatt, der bedeutendsten paestanischen Keramik-Manufaktur. Richard Green nennt Python den – aus stilistischer Hinsicht betrachtet – „kleinen Bruder“ des Asteas, Arthur D. Trendall erkannte einen großen stilistischen Einfluss von Asteas auf die Arbeiten des Python. Beide Maler sind deshalb nicht immer leicht zu unterscheiden. Die routinierten Zeichnungen des Python wirken zumeist etwas schwerfälliger und unbeholfener. Vor allem bei größeren Bildkompositionen zeigt er künstlerische Defizite und nicht selten wirken seine Bilder überfüllt, gestelzt und manche Figuren regelrecht deplatziert. Die Gestalten wirken oft hektisch agierend. Dennoch ergibt sich nicht zuletzt aus seinen Bildinhalten eine Attraktivität, die über die des Asteas hinausgeht. Sein Repertoire an Sagendarstellungen geht über die üblichen Themen oft hinaus. Auch die Einzelheiten zeichnen sich häufig durch einen großen Detailreichtum aus. So legte er großen Wert auf die Gewandzeichnung, auf die Darstellung von Mobiliar und anderem Zubehör sowie der Landschaft. Auch das kann den Eindruck der Überladenheit häufig noch verstärken. Deckfarben – weiß, rot und gelb – finden häufig Anwendung. Vor allem die Hauptfiguren kennzeichnet er auch durch Beischriften. Die früher dem Altavilla-Maler zugeschriebenen Werke gelten heute als Arbeiten von Python.
Bevorzugte Vasenform des Python sind Halsamphora und Glockenkrater. Daneben bemalte er auch Kelchkratere, Hydrien und Schalen, dazu eine bislang zugeschriebene Bauchlekythos. Seine Glockenkratere verzierte er im Allgemeinen mit Bildern mit ein oder noch öfter zwei Figuren. Häufig sind es Schauspieler, vielfach gemeinsam mit dem Gott des Theaters, Dionysos. Kleinere Glockenkratere zeigen meist nur eine Figur, dann Dionysos, Eros oder eine Figur aus dem dionysischen Gefolge, etwa Pan. Von größerer Bedeutung sind allerdings seine größeren Bildkompositionen. So zeigt er auf dem Londoner Alkmene-Krater Alkmene, die auf einem Thron auf dem Scheiterhaufen sitzt, der von Antenor und Amphitryon in Brand gesteckt wird. Alkmene wendet sich um ihr Leben flehend an eine höhere Macht, die in einer höheren Bildebene am linken Bildrand durch Zeus symbolisiert wird, der schon zwei Blitze herab geschleudert hat und noch zwei regnende Wolken folgen lässt. Über Alkmene erscheint ein Bogen in Rot und Weiß, der wohl einen Regenbogen symbolisieren soll. Auch andere eher seltene Bilder zeigt Python: Helenas Geburt aus einem Ei, Kadmos, der gegen den Drachen kämpft, Archemoros’ Tod, Orestes in Delphi, den Raub des Ganymed und Oineus mit Agrios. Wahrscheinlich kann man alle Darstellungen mit Szenen aus den antiken klassischen Tragödien in Verbindung bringen, in erster Linie mit Stücken des Euripides. Das verbindet Python mit Asteas: Offenbar waren die Stücke des Euripides ein beliebtes Reservoir an Motiven für die Maler der Werkstatt. Auch Szenen aus Komödien und, allerdings in einem weitaus geringeren Umfang, dem Satyrspiel wurden von Python verarbeitet. Zu den Komödiendarstellungen gehört etwa ein Glockenkrater in den Vatikanischen Museen, auf dem drei Jünglinge beim Gelage und Kottabosspiel gezeigt werden. Am Boden liegt ein betrunkener Papposilen, rechts sorgt eine Musikerin für Unterhaltung. Als Teil einer Komödie ist die Szene dank dreier über dem Bild hängender Theatermasken zu identifizieren. Zwei weitere Vasen mit Komödiendarstellungem gehörten zu den ganz frühen Funden antiker bemalter Keramik in Unteritalien. Sie kamen in die erste Sammlung William Hamiltons und gingen mit der „Colossus“ unter. Während er Komödienschauspieler häufiger zeigt, sind Darstellungen aus Komödien selten. Überhaupt zeigt Python die Schauspieler vorzugsweise außerhalb des Theaters, in Begleitung ihres Gottes Dionysos bei dionysischen Festen. Da die Vasen für Gräber bestimmt waren, passt dieses Thema sehr gut, da es auf ein glückliches Leben nach dem Tode anspielt. Ein weiteres Kennzeichen seiner Bilder sind die häufig hinter den Geländelinien als Büsten auftauchenden Personen.
Auf den Rückseiten zeigt Python bei kleineren Vasen oftmals die üblichen Manteljünglinge. Vor allem in der Darstellung der Gewandungen unterscheidet sich Python hier von Asteas. Pythons Manteljünglinge zeigen an der Brust oft eine v- oder u-förmige Gewandfaltenführung, zudem betont er besonders die Punkt-Strich-Bordüre an den Gewandrändern. Eine Ausnahme im Werk scheint ein Glockenkrater in Berlin zu sein, dessen Bild sich nicht dem Theater oder dessen Umfeld zuweisen lässt. Es zeigt den an den Mast seines Bootes gefesselten Odysseus und die Sirenen. Es ist zugleich der einzige bekannte Glockenkrater, dessen Bildzonen nicht von seitlichen Palmetten eingegrenzt sind. Die kleineren Vasen sind meist von schwächerer Qualität, doch auch hier gibt es qualitative Ausnahmen, so eine Phlyakenszene mit einem Schauspieler, der in einer Hand eine Fackel trägt und auf dem Kopf ein Tablett mit Essen balanciert. Neben seinem Fuß ist ein Vogel mit einem Wurm im Schnabel gezeichnet. Der Maler des Bostoner Orestes gilt als direkter Schüler des Python. Zudem übten beide großen Einfluss auf den Caivano-Maler aus.
Über die beiden Signaturen hinaus und die über stilistische Vergleiche zugewiesenen Vasen und die rekonstruierten Verbindungen zur Werkstatt und anderen Malern, weiß man heute nichts mehr über die eigentliche Persönlichkeit und über das Leben des Python.